# Orange Caramel
Orange Caramel (Hangul: 오렌지 캬라멜) ist die erste Sub-Unit der südkoreanischen Girlgroup After School, bestehend aus den Bandmitgliedern Nana, Raina und Lizzy. Das Konzept von Orange Caramel ist farbenfroh und verspielt und wird daher als "Candy Culture" bezeichnet.

## Geschichte

### 2010: Debüt mitThe First Mini AlbumundThe Second Mini Album

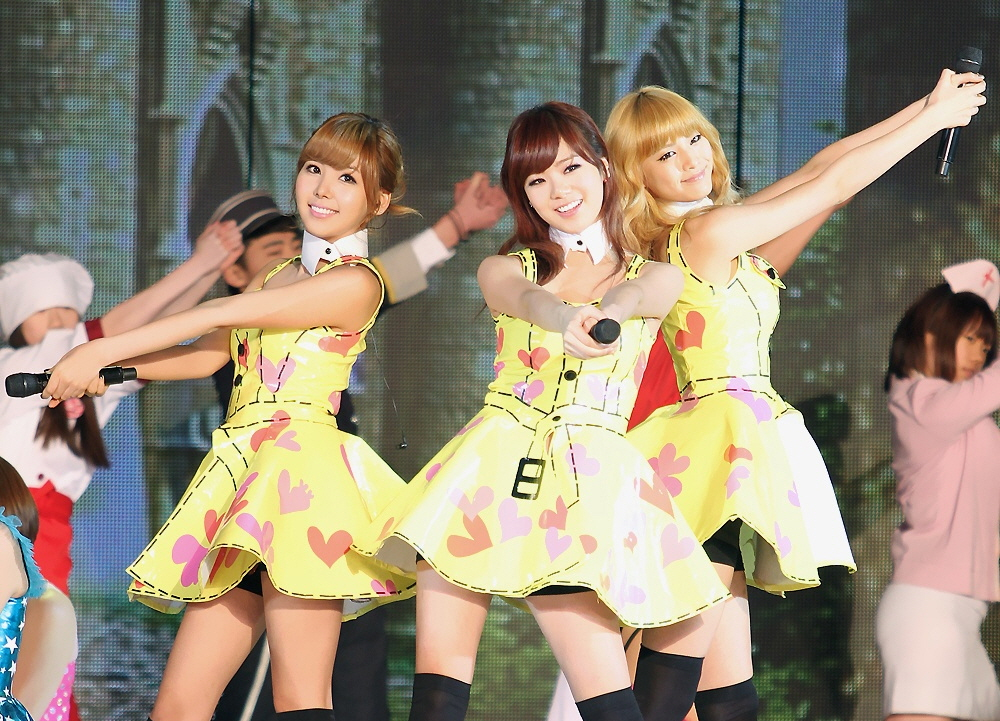
Orange Caramel in 2010

Orange Caramel debütierten am 16. Juni 2010 mit der Single "Magic Girl". Ihr Debüt-Album "The First Mini Album" wurde am 21. Juni 2010 veröffentlicht. Die Platte war ein kommerzieller Erfolg und konnte Platz 2 der Gaon Chart erreichen, wobei es "Magic Girl" lediglich auf Platz 18 schaffte. Das Mini-Album wurde ebenfalls in Taiwan veröffentlicht und beinhaltete für den taiwanesischen Musikmarkt eine Mandarin-Version des Cover-Songs "The Day You Went Away". Beide Versionen des Albums beinhalteten auch Raina's R&B-Solo "Love Does Not Wait".
Am 18. November 2010 veröffentlichten Orange Caramel ihr zweites Album, "The Second Mini Album", wovon der Track "Aing♡" als Single ausgekoppelt wurde und ein vielbeachtetes Musikvideo erhielt, welchem ein Märchen-Konzept zugrunde lag. Das Album schaffte es auf Platz 10 in die Gaon Charts, "Aing♡" sogar auf Platz 5 und die zweite Single, ein Solo von Raina namens "Not Yet…", auf Platz 42. Das Album beinhalte zudem den Song "One Love" und eine koreanische Version von "The Day You Went Away".

### 2011:Bangkok CityundShanghai Romance
Am 30. März 2011 wurde "Bangkok City" als Teil des "One Asia"-Projekts der Gruppe veröffentlicht. Die Single stieg auf Platz 3 der Gaon Charts ein, womit "Bangkok City" die bis dato erfolgreichste Single der Band ist. Am 13. Oktober des Jahres führten Orange Caramel das "One Asia"-Projekt mit der Single "Shanghai Romance" weiter und erreichten Platz 8 der Charts. Die Lyrics von "Shanghai Romance" wurden von Kim Hee-chul von Super Junior geschrieben. Eine japanische Version des Tracks wurde später auf "Playgirlz" veröffentlicht, dem japanischen Debütalbum von After School.

### 2012–13: Debüt in Japan undLipstick

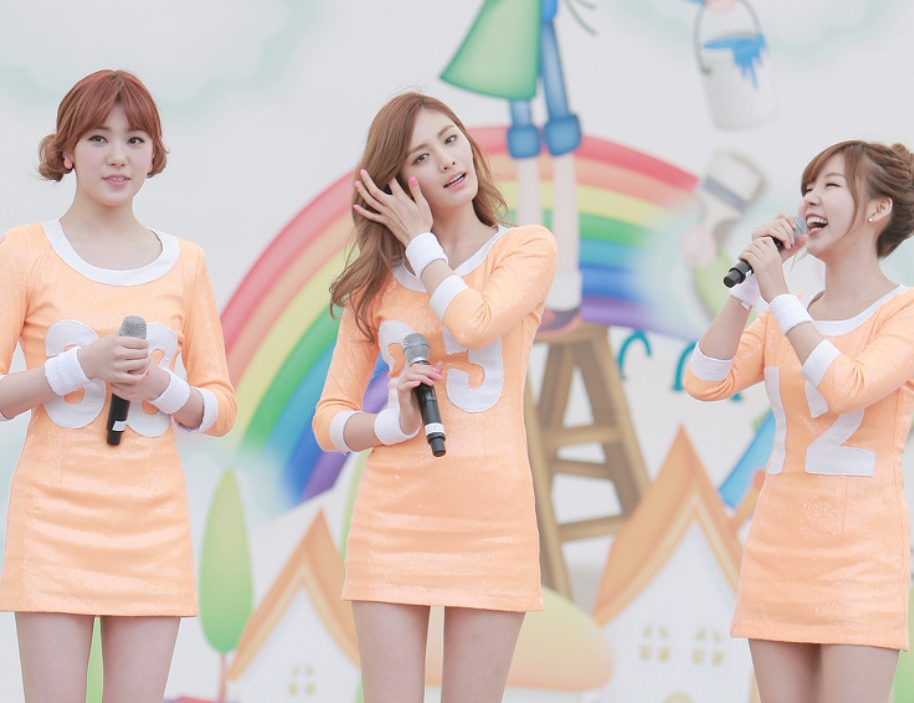
Orange Caramel in 2013

Am 5. September 2012 debütierten Orange Caramel in Japan mit einem Cover von "My Sweet Devil", einer japanischen Pop-Gruppe der siebziger Jahre. Eine Woche später veröffentlichte Orange Caramel in Korea ihr erstes Studioalbum, "Lipstick". Am 23. Oktober des Jahres wurde die Single "Lipstick DJ Remix" veröffentlicht, die zwei Remixes von den DJs Vodge Diper and Hanmin enthielt, wobei der Remix von Vodge Diper hauptsächlich in TV-Liveauftritten verwendet wurde.
Das erste japanische Studioalbum der Band, "Orange Caramel", wurde am 13. März 2013 veröffentlicht. Es beinhaltete die vorangegangenen japanischen Singles, japanischsprachige Versionen der koreanischen Lieder und einige neue Songs.
Am 9. Mai 2013 veröffentlichten Orange Caramel eine gemeinsame Single mit der Indie-Band "10 cm". Die Single ist ein Remake des Titels "Hug Me" und ist Teil des "ReCode"-Projekts von LOEN Entertainment. Im Juli 2013 veröffentlichten Orange Caramel das Buch "Youth Travel", welches kleinere Essays und Fotostrecken beinhaltet, welches die Gruppe zeigt, wie sie Seoul und Jeonju besucht.

### 2014:Catallena,Abing AbingundMy Copycat
Die dritte Single der Band, "Catallena" wurde am 12. März 2014 veröffentlicht und zeigt die Gruppe in einem ungewöhnlichen Videokonzept, welches sie als Meerjungfrauen auf Sushi-Tellern zeigt. Die Single schaffte es auf Platz 5 der Gano-Charts, Platz 6 der Download-Charts, sowie Platz 4 der Billboard K-Pop Hot 100. Die Folgesingle, "Abing Abing", wurde am 20. Mai 2014 veröffentlicht. Der Song wurde als Promotion-Single für Baskin-Robbins verwendet, um eine neue Produktreihe des Speiseeisherstellers zu bewerben. In den Billboard-Jahrescharts von 2014 schaffte es "Abing Abing" auf Platz 12 der 20 besten K-Pop-Songs des Jahres.
Am 18. August 2014 kam Orange Caramel's vierte Single, "My Copycat", heraus. Das Thema des Musik-Videos basiert auf der Wimmelbild-Reihe "Wo ist Walter?" (bzw. Where's Waldo?) und soll die Zuschauer motivieren die Gruppenmitglieder in Großansichten ausfindig zu machen oder Unterschiede in Bilderrätseln zu erraten. Auch diese Single schaffte es in die Top 10 der Gaon Charts und Top 20 der Digital Charts.

### 2015–17: Neue Wege
Nach "My Copycat" hat die Band keine weitere Single mehr veröffentlicht, obwohl eine offizielle Trennung bis dato nicht verkündet wurde. Auch sind gemeinsame Auftritte seltener geworden; stattdessen widmen sich die Bandmitglieder nun Solo-Projekten. Jüngstes Beispiel ist "Loop", eine Single von Raina (feat. Aron), die im Juli 2017 veröffentlicht wurde.

## Diskografie

### Studioalben
| Jahr                 | Titel Musiklabel              | Höchstplatzierung, Gesamtwochen, AuszeichnungChartplatzierungen (Jahr, Titel, Musiklabel, Platzierungen, Wochen, Auszeichnungen, Anmerkungen) | Höchstplatzierung, Gesamtwochen, AuszeichnungChartplatzierungen (Jahr, Titel, Musiklabel, Platzierungen, Wochen, Auszeichnungen, Anmerkungen) | Anmerkungen                              |
| Jahr                 | Titel Musiklabel              | KR | JP | Anmerkungen                              |
| -------------------- | ----------------------------- | --- | --- | ---------------------------------------- |
| Südkoreanische Alben |                               | | |                                          |
|                      |                               | | |                                          |
| 2012                 | Lipstick Pledis Entertainment | KR3 (14 Wo.)KR | — | Erstveröffentlichung: 12. September 2012 |
| Japanische Alben     |                               | | |                                          |
|                      |                               | | |                                          |
| 2013                 | Orange Caramel Avex Trax      | — | JP21 (3 Wo.)JP | Erstveröffentlichung: 13. März 2013      |

### EPs
| Jahr | Titel Musiklabel                           | Höchstplatzierung, Gesamtwochen, AuszeichnungChartplatzierungen (Jahr, Titel, Musiklabel, Platzierungen, Wochen, Auszeichnungen, Anmerkungen) | Höchstplatzierung, Gesamtwochen, AuszeichnungChartplatzierungen (Jahr, Titel, Musiklabel, Platzierungen, Wochen, Auszeichnungen, Anmerkungen) | Anmerkungen                             |
| Jahr | Titel Musiklabel                           | KR | JP | Anmerkungen                             |
| ---- | ------------------------------------------ | --- | --- | --------------------------------------- |
| 2010 | The First Mini Album Pledis Entertainment  | KR2 (11 Wo.)KR | — | Erstveröffentlichung: 17. Juni 2010     |
| 2010 | The Second Mini Album Pledis Entertainment | KR10 (11 Wo.)KR | — | Erstveröffentlichung: 18. November 2010 |

### Singles
| Jahr                   | Titel Album                                  | Höchstplatzierung, Gesamtwochen, AuszeichnungChartplatzierungen (Jahr, Titel, Album, Platzierungen, Wochen, Auszeichnungen, Anmerkungen) | Höchstplatzierung, Gesamtwochen, AuszeichnungChartplatzierungen (Jahr, Titel, Album, Platzierungen, Wochen, Auszeichnungen, Anmerkungen) | Anmerkungen                                        |
| Jahr                   | Titel Album                                  | KR | JP | Anmerkungen                                        |
| ---------------------- | -------------------------------------------- | --- | --- | -------------------------------------------------- |
| Südkoreanische Singles |                                              | | |                                                    |
|                        |                                              | | |                                                    |
| 2010                   | Magic Girl (마법소녀) The First Mini Album   | KR18 (15 Wo.)KR | — | Erstveröffentlichung: 16. Juni 2010                |
| 2010                   | A-ing (아잉♡) The Second Mini Album          | KR5 (14 Wo.)KR | — | Erstveröffentlichung: 18. November 2010            |
| 2011                   | Bangkok City (방콕시티) Lipstick             | KR3 (11 Wo.)KR | — | Erstveröffentlichung: 30. März 2011                |
| 2011                   | Shanghai Romance (샹하이 로맨스) Lipstick    | KR8 (9 Wo.)KR | — | Erstveröffentlichung: 13. Oktober 2011             |
| 2011                   | Funny Hunny —                                | KR8 (7 Wo.)KR | — | Erstveröffentlichung: 16. Dezember 2011            |
| 2012                   | Lipstick (립스틱) Lipstick                   | KR5 (17 Wo.)KR | — | Erstveröffentlichung: 12. September 2012           |
| 2012                   | Dashing Through the Snow in High Heels —     | KR25 (3 Wo.)KR | — | Erstveröffentlichung: 13. Dezember 2012 mit NU’EST |
| 2014                   | Catallena —                                  | KR6 (22 Wo.)KR | — | Erstveröffentlichung: 12. März 2014                |
| 2014                   | My Copycat (나처럼 해봐요) —                 | KR19 (5 Wo.)KR | — | Erstveröffentlichung: 17. August 2014              |
| Japanische Singles     |                                              | | |                                                    |
|                        |                                              | | |                                                    |
| 2012                   | My Sweet Devil (やさしい悪魔) Orange Caramel | — | JP10 (4 Wo.)JP | Erstveröffentlichung: 17. September 2012           |
| 2012                   | Lipstick (japanische Version) Orange Caramel | — | JP12 (4 Wo.)JP | Erstveröffentlichung: 12. Dezember 2012            |